# Xã Rheas Mill, Quận Washington, Arkansas
Xã Rheas Mill (tiếng Anh: Rheas Mill Township) là một xã thuộc quận Washington, tiểu bang Arkansas, Hoa Kỳ. Năm 2010, dân số của xã này là 569 người.